# Oscar Benítez
Oscar Junior Benitez (Adrogué, 14 gennaio 1993) è un calciatore argentino, centrocampista svincolato.

## Caratteristiche tecniche
Gioca come esterno sinistro.

## Carriera

### Club
Cresciuto nelle giovanili del Lanús, fa il debutto in prima squadra il 6 giugno 2012 subentrando al 71' a Mauricio Pereyra in occasione della sfida contro il Godoy Cruz vinta per 1-0.
La prima rete arriva il 1º dicembre 2013, quando sblocca il punteggio nella sfida pareggiata per 2-2 contro il Boca Juniors.

## Palmarès

### Club

#### Competizioni internazionali
- Coppa Sudamericana: 1

Lanús: 2013

#### Competizioni nazionali
- Campionato argentino: 2

Lanús: 2016
Boca Juniors: 2017-2018